# Prima Categoria Abruzzo 1964-1965
Il campionato di calcio di Prima Categoria 1964-1965 è stato il V livello del campionato italiano. A carattere regionale, fu il sesto campionato dilettantistico con questo nome dopo la riforma voluta da Zauli del 1958.
Questi sono i gironi organizzati della regione Abruzzo.

## Stagione
In questo campionato le squadre molisane sono aggregate al Comitato Regionale Campano.

A causa delle notevoli distanze chilometriche al Termoli fu concessa la partecipazione ai campionati gestiti dal Comitato Regionale Abruzzese.

### Girone A

#### Squadre partecipanti
| Squadra                | Città (provincia)         | Stagione precedente |
| ---------------------- | ------------------------- | ------------------- |
| S.P. Atri              | Atri (TE)                 |                     |
| A.S. Città Sant'Angelo | Città Sant'Angelo (PE)    |                     |
| S.S. Francavilla       | Francavilla al Mare (CH)  |                     |
| A.S. Guardiagrele      | Guardiagrele (CH)         |                     |
| G.S. Interamnia        | Teramo                    |                     |
| A.P. Montesilvano      | Montesilvano (PE)         |                     |
| A.S. Mosciano          | Mosciano Sant'Angelo (TE) |                     |
| G.S. Nino Mezzanotte   | Pescara                   |                     |
| A.C. Ortona            | Ortona (CH)               |                     |
| U.S. Pro Lanciano      | Lanciano (CH)             |                     |
| S.S. Pro Pescara       | Pescara                   |                     |
| A.S. Pro Vasto         | Vasto (CH)                |                     |
| S.P. Rosetana          | Roseto degli Abruzzi (TE) |                     |
| U.S. Termoli           | Termoli (CB)              |                     |

#### Classifica finale
|  | Pos. | Squadra              | Pt  | G   | V   | N  | P   | GF  | GS  | DR  |
|  | ---- | -------------------- | --- | --- | --- | -- | --- | --- | --- | --- |
|  | 1.   | Rosetana             | 40  | 26  | 17  | 6  | 3   | 58  | 21  | +37 |
|  | 2.   | Pro Vasto            | 39  | 26  | 17  | 5  | 4   | 58  | 19  | +39 |
|  | 3.   | Termoli              | 36  | 26  | 15  | 6  | 5   | 49  | 14  | +35 |
|  | 4.   | Nino Mezzanotte (-1) | 33  | 26  | 13  | 8  | 5   | 45  | 21  | +24 |
|  | 5.   | Ortona               | 33  | 26  | 13  | 7  | 6   | 56  | 33  | +23 |
|  | 6.   | Pro Lanciano (-3)    | 29  | 26  | 13  | 6  | 7   | 54  | 30  | +24 |
|  | 7.   | Interamnia           | 25  | 26  | 9   | 7  | 10  | 31  | 30  | +1  |
|  | 8.   | Atri                 | 25  | 26  | 9   | 7  | 10  | 24  | 30  | -6  |
|  | 9.   | Montesilvano         | 21  | 26  | 7   | 7  | 12  | 34  | 68  | -34 |
|  | 10.  | Francavilla          | 19  | 26  | 6   | 7  | 13  | 27  | 57  | -30 |
|  | 11.  | Mosciano             | 18  | 26  | 5   | 8  | 13  | 22  | 39  | -17 |
|  | 12.  | Pro Pescara          | 18  | 26  | 5   | 8  | 13  | 36  | 54  | -18 |
|  | 13.  | Città Sant'Angelo    | 13  | 26  | 3   | 7  | 16  | 22  | 64  | -42 |
|  | 14.  | Guardiagrele         | 11  | 26  | 3   | 5  | 18  | 18  | 54  | -36 |
|  |      |                      | 360 | 364 | 135 | 94 | 135 | 534 | 534 | 0   |

Legenda:
      Ammesso alle finali regionali.
      Retrocesso in Prima Divisione.
Regolamento:
Due punti a vittoria, uno a pareggio, zero a sconfitta.
Pari merito in caso di pari punti e spareggi in caso di pari punti in zona promozione e retrocessione.
Note:
Mezzanotte Pescara ha scontato 1 punto di penalizzazione in classifica per una rinuncia.
Pro Lanciano ha scontato 3 punti di penalizzazione in classifica per tre rinunce.

### Girone B

#### Squadre partecipanti
| Squadra            | Città (provincia)          | Stagione precedente |
| ------------------ | -------------------------- | ------------------- |
| A.C.L.I. L'Aquila  | L'Aquila                   |                     |
| S.P. Amiternum     | Scoppito (AQ)              |                     |
| A.S. Aquilotti     | Avezzano (AQ)              |                     |
| G.S. Bussi         | Bussi sul Tirino (PE)      |                     |
| A.S. Castelvecchio | Castelvecchio Subequo (AQ) |                     |
| U.S. Chieti Scalo  | Chieti                     |                     |
| A.S. Cliternum     | Celano (AQ)                |                     |
| S.S. Fucense       | Trasacco (AQ)              |                     |
| U.S. Gloria        | Chieti                     |                     |
| U.S. Nike Onarmo   | Chieti                     |                     |
| Pol. Oratoriana    | L'Aquila (AQ)              |                     |
| Orione             | Avezzano (AQ)              |                     |
| A.S. Penne         | Penne (PE)                 |                     |
| A.S. Popoli        | Popoli (PE)                |                     |

#### Classifica finale
|  | Pos. | Squadra           | Pt   | G  | V  | N  | P  | GF | GS | DR  |
|  | ---- | ----------------- | ---- | -- | -- | -- | -- | -- | -- | --- |
|  | 1.   | Gloria            | 35   | 24 | 15 | 5  | 4  | 45 | 19 | +26 |
|  | 2.   | Chieti Scalo      | 35   | 24 | 14 | 7  | 3  | 39 | 14 | +25 |
|  | 3.   | Bussi             | 32   | 24 | 13 | 6  | 5  | 35 | 14 | +21 |
|  | 4.   | Nike Onarmo       | 29   | 24 | 10 | 9  | 5  | 33 | 20 | +13 |
|  | 5.   | Penne             | 27   | 24 | 9  | 9  | 6  | 39 | 21 | +18 |
|  | 6.   | Orione            | 25   | 24 | 10 | 5  | 9  | 33 | 33 | 0   |
|  | 7.   | Oratoriana        | 24   | 24 | 8  | 8  | 8  | 34 | 31 | +3  |
|  | 8.   | Castelvecchio     | 21   | 24 | 8  | 5  | 11 | 21 | 26 | -5  |
|  | 9.   | Aquilotti         | 21   | 24 | 6  | 9  | 9  | 18 | 26 | -8  |
|  | 10.  | Popoli            | 19   | 24 | 5  | 9  | 10 | 16 | 40 | -24 |
|  | 11.  | A.C.L.I. L'Aquila | 18   | 24 | 5  | 8  | 11 | 21 | 32 | -11 |
|  | 12.  | Cliternum         | 15   | 24 | 4  | 7  | 13 | 30 | 61 | -31 |
|  | 13.  | Amiternum         | 11   | 24 | 3  | 5  | 16 | 22 | 49 | -27 |
|  | --.  | Fucense           | Rit. | .. | .. | .. | .. | .. | .. | ..  |

Legenda:
      Ammesso alle finali regionali.
      Retrocesso in Prima Divisione.
Regolamento:
Due punti a vittoria, uno a pareggio, zero a sconfitta.
Pari merito in caso di pari punti e spareggi in caso di pari punti in zona promozione e retrocessione.

## Finali regionali
|               | Risultato |               | Luogo e data                   |
| ------------- | --------- | ------------- | ------------------------------ |
| Gloria Chieti | ? - ?     | Rosetana      | Chieti, ? ? 1965               |
|               |           |               |                                |
| Rosetana      | ? - ?     | Gloria Chieti | Roseto degli Abruzzi, ? ? 1965 |
|               |           |               |                                |

- Il Gloria Chieti è promosso in Serie D 1965-1966.

### Libri
- Annuario 1964-1965, F.I.G.C., Roma (1965) conservato presso:
  - tutti i Comitati Regionali F.I.G.C.-L.N.D.;
  - la Lega Nazionale Professionisti;
  - la Biblioteca Nazionale Centrale di Firenze;
  - la Biblioteca Nazionale Centrale di Roma.

### Giornali
- Archivio della Gazzetta dello Sport, anni 1964 e 1965, consultabile presso le Biblioteche:
  - Biblioteca Nazionale Braidense di Milano;
  - Biblioteca Nazionale Centrale di Firenze;
  - Biblioteca Nazionale Centrale di Roma;
  - Biblioteca Civica Berio di Genova;
  - e presso Emeroteca del C.O.N.I. di Roma (non è online ma è da consultare in sede).